# La Riojilla Burgalesa
La Riojilla Burgalesa o la Rioja burgalesa es una subcomarca geográfica de la comarca de Montes de Oca en la provincia de Burgos, comunidad autónoma de Castilla y León, España. Limita al este con la comunidad autónoma de La Rioja.

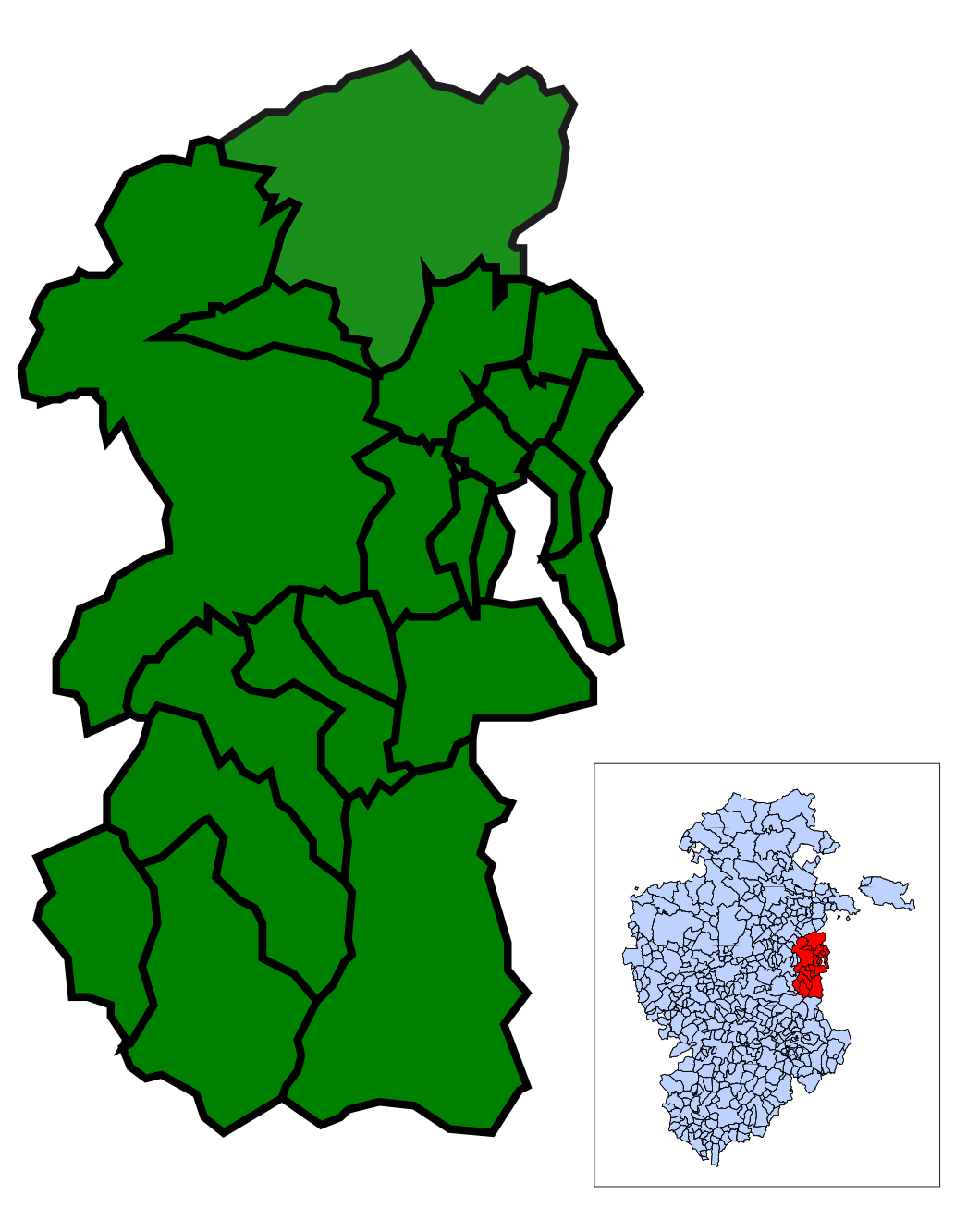
Riojilla burgalesa

## Historia
Con el fin de la guerra de sucesión en 1718 y la llegada de los Borbones a España, se planteó la necesidad de realizar una reforma administrativa del Estado que permitiera gobernar de manera eficiente el país. Hasta ese momento España era un país atomizado, con antiguos señoríos y legislaciones locales, entre otras figuras. Así pues, el conde de Floridablanca realizó una división del Estado en intendencias para mejorar la administración nacional. El territorio actualmente denominado Riojilla burgalesa quedó asignado a la intendencia de Burgos. Posteriormente, a finales del siglo XVIII, se realiza una nueva división del Estado en provincias, en la que esta comarca se incluiría en la de Burgos.
A finales del siglo XVIII, comenzaron a oírse quejas como consecuencia de la división territorial de España realizada y diversas instituciones como la Real Sociedad Económica de La Rioja, la cual era una sociedad de amigos del país fundada durante la Ilustración, La junta general de La Rioja que estaba formada por representantes de las localidades riojanas, entre los que había representantes de municipios de la actual Riojilla Burgalesa e ilustrados como Martín Fernández de Navarrete comenzaron a reivindicar que se dotara de marco administrativo provincial -de los que se estaban creando entonces- a La Rioja, una región cuya existencia y primeras menciones escritas se remontan a la Edad Media. Estas demandas tenían un discurso marcadamente identitario. Pretendían, según sus propias palabras, realizar la «reunificación de La Rioja».
El 15 de octubre de 1821, las demandas riojanas serían satisfechas y las Cortes españolas, ante las reivindicaciones presentadas, decidieron constituir con las comarcas riojanas una provincia del Reino de España, que se denominaría Provincia de La Rioja, aunque la medida quedó sin efecto por orden de Fernando VII. Esta provincia incluía al territorio de la Riojilla Burgalesa. Pocos meses después, como parte de la obra legislativa del Trienio Liberal fue dispuesto por decreto de 27 de enero de 1822 la división de España en 52 provincias que nuevamente incluía una provincia para la región riojana, la cual esta vez recibiría el nombre de Provincia de Logroño y no de La Rioja  debido a la obligatoriedad de dar a cada provincia el nombre de su capital (aunque en el proyecto de ley aparece como Rioja), y que poseía los mismos límites que la anterior, por lo cual nuevamente volvería a incluir el territorio de la Riojilla. En un documento de la época que da cuenta de este hecho se dice así: «En la sesión de cortes celebrada este día se ha declarado a la Rioja por provincia independiente bajo la denominación de provincia de Logroño y por capital a esta ciudad». Dicha división provincial quedó anulada un año y medio después a causa de la reinstauración del Antiguo Régimen en España en 1823 tras la invasión de los Cien Mil Hijos de San Luis. Al morir en 1833 Fernando VII y aprobarse la nueva división provincial de España de 1833, obra de Javier de Burgos, una Real Orden de 14 de septiembre de 1833 restauró los límites de la Provincia de Logroño tal y como habían sido establecidos en 1822, límites que fueron reducidos posteriormente por las Cortes hasta asignar el territorio hoy conocido como Riojilla Burgalesa a la provincia de Burgos, tal como lo conocemos en la actualidad. Posteriormente se sucederían acontecimientos históricos en los que los provincialistas riojanos intentarían sin éxito recuperar los límites provinciales más extensos de 1822, para lograr nuevamente la reunificación de La Rioja en una sola provincia. Al no tener éxito, este territorio quedó ya finalmente integrado en la demarcación burgalesa bajo el nombre de la Riojilla burgalesa.

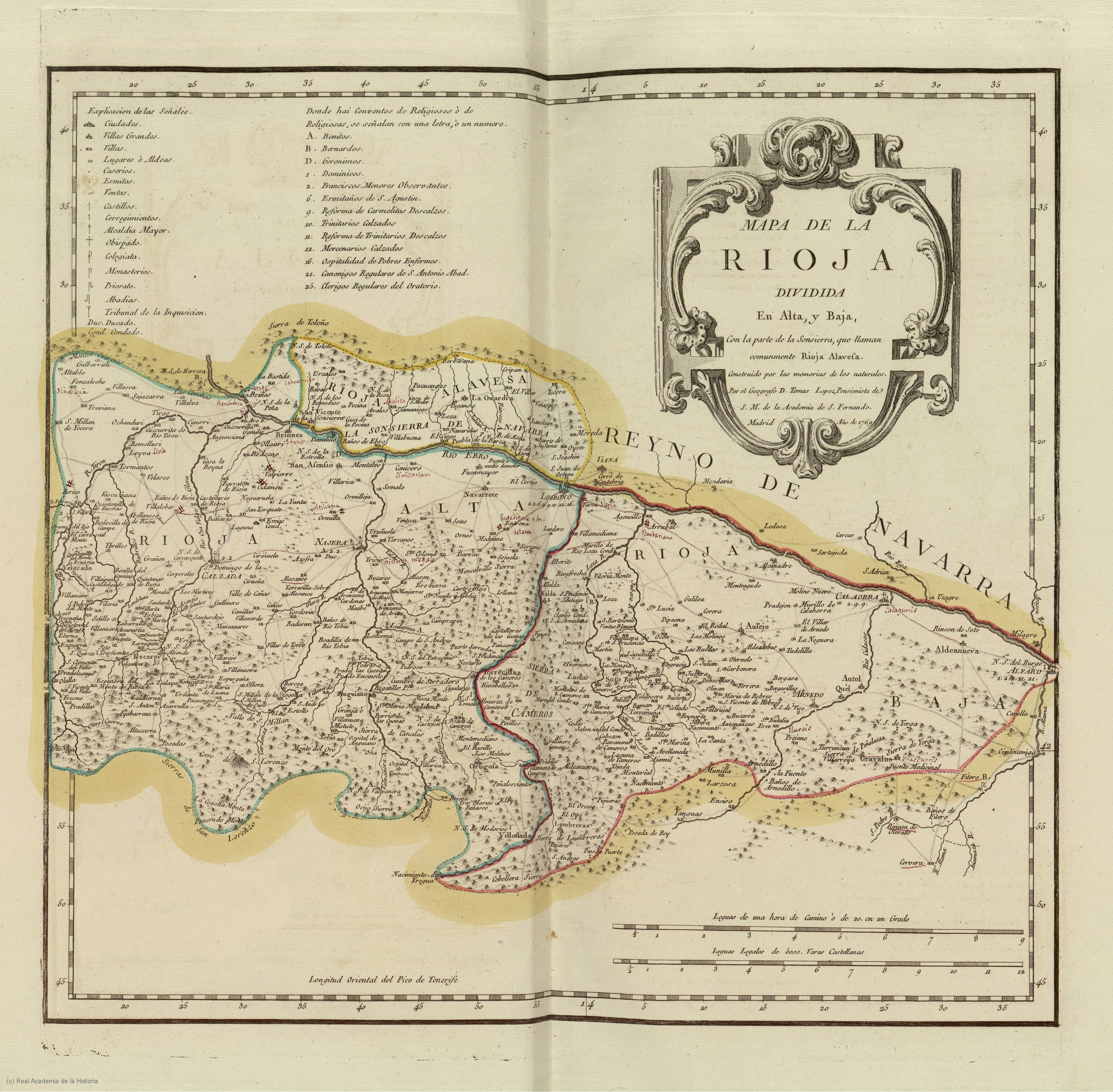
La región riojana en un mapa realizado en 1769 por Tomás López. Presenta la clásica división en Rioja Alta, Baja y Alavesa, todavía hoy en uso. La divisoria entre la Alta y la Baja aparece situada en el río Iregua. La denominación de Riojilla burgalesa no aparece como tal y ésta queda incluida dentro de La Rioja Alta. Cabe señalar que el mapa fue criticado por los ilustrados de la época al no incluir la totalidad de La Rioja y dejarse varios pueblos riojanos fuera, especialmente en La Rioja Baja.

La Riojilla burgalesa y La Rioja han sido frontera física y política entre el occidente del centro del Valle del Ebro y el oriente de la Meseta: ha sido un “variador”, un elástico, una tierra de nadie y paso de todos. Y no pocas veces también ha sido tierra de contención: sus montes, los Montes de Ayago con la Sierra de la Demanda detrás, han cobijado población autóctona ancestral, han sido el refugio ante los invasores celtas, romanos, visigodos, vascos, musulmanes, navarros y castellanos...
Después de tanto vaivén no es de extrañar que esta comarca no tenga ni nombre propio.
La comarca se asienta entre los Montes de Ayago al sur y los márgenes del río Tirón al oeste y norte. Al este está ya la Rioja. Y comprende los siguientes pueblos: Bascuñana, Eterna, Castildelgado, Fresneña, Ibrillos, Redecilla del Camino, Redecilla del Campo, Viloria de Rioja, Cerezo de Río Tirón, Fresno de Río Tirón, Avellanosa de Rioja, Quintanilla del Monte en Rioja, Villamayor del Río, Sotillo de Rioja, San Pedro del Monte, San Cristóbal del Monte, Quintanilla de las Dueñas y la capital de la comarca, Belorado. Al menos tres pueblos llevan en su nombre el ser de Rioja, y habría que conocer cuándo se les añadió. A ellos hay que añadir los del Valle de San Vicente: Fresneda de la Sierra Tirón, San Vicente del Valle, Santa Olalla del Valle, Pradoluengo, Santa Cruz del Valle Urbión, Soto del Valle, San Miguel de Pedroso, Garganchón, Valmala, Alarcia, San Clemente del Valle, Espinosa del Monte en Rioja, Villagalijo y Ezquerra.
Los habitantes de la Riojilla comparten con los riojanos la historia, el lenguaje, el comercio, muchas costumbres y usos culturales, el disfrute del tiempo libre... La Riojilla Burgalesa está íntimamente conectada a las ciudades occidentales riojanas de más interés: Santo Domingo de la Calzada, Haro, Ezcaray y Nájera. Con Burgos les une los servicios de que dependen de las Administraciones (educación, salud, judicatura, emergencias, impuestos, elecciones...).
Para un conocimiento más profundo de la Riojilla Burgalesa se recomienda leer el libro del Doctor en Historia Contemporánea, Juan José Martín García: La Rioja Burgalesa en los albores del s. XX. La comarca Demanda-Oca-Tirón según la "Geografía médica del Partido de Belorado" del año 1904. Burgos, 2002. 342 págs.

## Una de las teorías sobre la etimología del nombre de La Rioja y la Riojilla
Véase también: Etimología de La Rioja

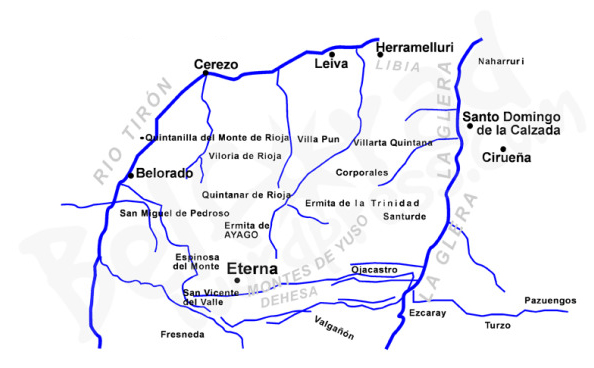
Rioja primigenia (rivalia) según la teoría de Tomás Ramírez.

Las primeras menciones documentales que nos hablan de la existencia de un territorio llamado La Rioja aparcen el siglo XI.  Existen muchas teorías acerca del origen del nombre de La Rioja, la mayoría de ellas lo sitúan en el río Oja y como derivación del idioma vasco, el cual era hablado en la zona durante la Edad Media, época en la que aparece la primera referencia escrita a La Rioja. Asimismo, la práctica totalidad de las teorías coinciden en señalar al territorio que rodea este río como La Rioja primigenia, que posteriormente iría extendiéndose como consecuencia de acontecimientos políticos y sociales ocurridos durante la Edad Media hasta ocupar una extensión mucho mayor. Sin embargo, también existe la de Tomás Ramírez, el cual afirma que el nombre de Rioja no proviene de "Río Oja". Mantiene que ese río siempre se llamó Glera, Illera... Él asocia la palabra "rioja" a un diminutivo similar a riachuelo. Sería La Rioja una zona de riachuelos, e intenta demostrar que se corresponden los riachuelos que nacen y recorren los Montes de Yuso, los Montes de Ayago y el llano que circunscriben el río Tirón por su derecha y el propio río Glera por su izquierda. Afirma con ello que la zona originaria de la denominación Rioja sería aquella conformada por riachuelos. Afirma también que el primer nombre de Sto. Domingo de la Calzada fue el de Domingo de Rioja; es decir, proveniente de la comarca de los riachuelos (río Lechares, río San Julián, río Redecilla (Valorio), río Láchigo (Reláchigo), río El Villar...). Asimismo indica que fue este santo el que hizo que el topónimo traspasara la barrera del río Glera y se fuera extendiendo hacia el este. Si esto fuera así, resultaría que una parte de la Riojilla Burgalesa, a la que habría que añadir Quintanar de Rioja, Leiva, Grañón, Corporales, Villarta-Quintana, Herramélluri, Tormantos y todos los demás pueblos de la comunidad autónoma riojana que están dentro del círculo formado por las cuencas de los ríos Tirón y Oja, sería la zona que primero recibió el nombre de Rioja. Después este término se iría extendiendo poco a poco durante la Edad Media como consecuencia de diversos acontecimientos acaecidos en la época, para denominar a un territorio cada vez mayor, algo más grande incluso que la actual comunidad autónoma, englobando a toda ella más otros territorios situados fuera, tal y como se aprecia en el Compendio Historial de La Rioja de 1701 además de en otros mapas y referencias.
Más recientemente, el medievalista David Peterson ha señalado la inconsistencia de la teoría de Tomás Ramírez en su libro del año 2023 titulado Rivo de Ogga, los orígenes medievales de La Rioja. Según el mencionado autor, La Rioja primigenia estaba en realidad en los aledaños del propio río Oja, por lo que la comarca burgalesa no tendría nada que ver. Después el mencionado topónimo se iría extendiendo para nombrar a un territorio mucho mayor.
Por otra parte, el término Riojilla burgalesa no aparece documentado hasta el siglo XIX y posiblemente sea originario de esta época.

## La mancomunidad de servicios
Ocho municipios de esta zona han formado una mancomunidad bajo el nombre La Riojilla Burgalesa. Esta agrupación voluntaria de municipios tiene como objetivo la gestión común del abastecimiento de agua a domicilio. Los municipios son: Bascuñana, Castildelgado, Fresneña, Ibrillos, Redecilla del Camino, Redecilla del Campo, San Vicente del Valle y Viloria de Rioja. La sede se encuentra en Castildelgado. Esta Mancomunidad se informó favorablemente en Comisión de Gobierno de 10 de diciembre de 1987. Ratificada por Pleno de la Excma. Diputación de fecha 13 de julio de 1989 (no llegando a constituirse). Posteriormente se informó por la Comisión de Colaboración con otras Administraciones Públicas el 9 de febrero de 1994, ratificada por el Pleno el 10 de marzo de 1994. Constituida por Orden de la Junta de Castilla y León de 18 de noviembre de 1994, publicándose los Estatutos en el B.O.C. y L. n.º 229 de 28 de noviembre de 1994.